# Mastinomorphus obscurior
Mastinomorphus obscurior är en skalbaggsart som beskrevs av Wittmer 1986. Mastinomorphus obscurior ingår i släktet Mastinomorphus och familjen Phengodidae. Inga underarter finns listade i Catalogue of Life.